# 동정호 (정치인)
동정호(童正浩, 1956년~ )는 조선민주주의인민공화국의 정치가이다. 내각 건설건재공업상 겸 조선로동당 중앙위원회 정치국 후보위원이다. 최고인민회의 제12기 대의원이다. 조선마라톤협회 상임위원장이다.

## 경력
2003년 8월 건설건재공업성 과학기술국장을 거쳐 2005년 건설건재공업성 부상을 지냈다. 2005년 3월 이후 건설건재공업상으로 재임중이다. 2005년 4월부터 조선마라톤협회 상임위원장직을 겸하고 있다. 2010년 9월, 조선로동당 중앙위원회 후보위원에 선임되었다.

## 최고인민회의 대의원
2009년 4월 최고인민회의 제12기 대의원으로 선출되었다.

## 기타
2011년 김정일 사망 당시에 국가장의위원회 위원을 맡았다.